# Amma Darko
Amma Darko (Koforidua, 1956) es una escritora de Ghana.
Creció en Acra. Estudió en Kumasi y vivió varios años en Alemania hasta regresar a Acra.
Sus novelas se ambientan en la vida cotidiana de Ghana.
Todos los libros fueron publicados primero en Alemania. Sólo las últimas novelas, Faceless y Not without Flowres se han editado en Ghana.

## Obra
- 1991. Der verkaufte Traum. Novela, ISBN 3-89657-140-0

- 1995. Más allá del horizonte, publicada originalmente en alemán (Der verkaufte Traum) y en inglés. African writers series, ISSN 0065-4108 publicó Heinemann, 140 p. ISBN 0435909908, ISBN 9780435909901

- 1996. Spinnweben. Novela, ISBN 3-926369-17-5

- 1998. The Housemaid. African writers series, ISSN 0065-4108 publicó Heinemann, 107 p. ISBN 0435910086, ISBN 9780435910082 1999. Das Hausmädchen. ISBN 3-89657-121-4 / The Housemaid, ISBN H-10-000014-7

- 2000. Verirrtes Herz. Novela, ISBN 3-89657-119-2

- 2003. Die Gesichtslosen ("Faceless"). Novela, ISBN 3-89657-126-5

- 2003. Faceless, Contribuyó Kofi Anyidoho, ed. revisada, publicó Sub-Saharan Publishers, 231 p. ISBN 9988550502, ISBN 9789988550509

- 2006 Das Lächeln der Nemesis ("Not without Flowers") novela, ISBN 3-89657-130-3

- 2007. Not Without Flowers, Publicó Sub-Saharan Publishers, 369 p. ISBN 9988647131, ISBN 9789988647131

- 2015. Between Two Worlds. Novela, ISBN 978-9988647933

- 2019. Das Halsband der Geschichten. Libro para jóvenes, elbaol verlag hamburg, Meldorf ISBN 9783939771746